# Relações entre Coreia do Norte e Irã
As relações entre Coreia do Norte e Irão (português europeu) ou Irã (português brasileiro) são descritas como sendo positivas pelas agências oficiais dos dois países. As relações diplomáticas iniciaram após a Revolução Iraniana em 1979 e o estabelecimento de uma República Islâmica. O Irã e a Coreia do Norte possuem um compromisso de cooperação nas esferas educacionais, científicas e culturais,  bem como no programa nuclear do Irã.  Os Estados Unidos demonstram bastante preocupação com as transações de armas da  Coreia do Norte com o Irã, que começou durante década de 1980 com a Coreia do Norte agindo como um terceiro partido em negócios de armas entre o bloco comunista e os iranianos, assim como a venda de armas produzidas internamente para o Irã, e a Coreia do Norte continua a vender mísseis e tecnologia nuclear ao Irã.
A Coreia do Norte e o Irã são os outros dois membros do chamado "Eixo do Mal" -  países apresentados pela administração de George W. Bush como pretendentes a adquirir armas de destruição em massa e apoiar o terrorismo - o que levou a grande parte das preocupações dos estadunidenses sobre as relações entre Irã e Coreia do Norte.
O Irã tem uma embaixada em Pyongyang e a Coreia do Norte tem uma embaixada em Teerã.